# كارول إل. هيرد
كارول إل. هيرد هو سياسي أمريكي، ولد في 9 يناير 1894، وتوفي في 1977.